# Tlatelolca
Tlatelolcas fue el nombre de un grupo chichimeca que habitó el Valle de México durante el siglo XV. Su asentamiento principal se encontraba en el norte de la isla principal del Lago de Texcoco. Fue un pueblo independiente hasta 1473 cuando su ciudad Tlatelolco fue anexada por Axayácatl al Imperio Mexica. De hecho fue la primera ciudad que se conurbó a México. En 1521 fue capturada por los españoles en la guerra de la Conquista de México, tras derrotar en la más decisiva de las batallas, al emperador mexica Cuauhtémoc. Fue allí donde estudiaron Don Juan Badiano y don Martín de la Cruz.
- Datos: Q16640587